# Рудник Мулларт-Велл
Рудник Мулларт-Велл – гірничодобувний майданчик на заході Австралії, одна з найбільших копалень в історії рудного поля Ерілстун (Erilstoun). Також відомий як Duketon North Operations (DNO), тоді як у складі Duketon South Operations (DSO) рахувались рудники Гарден-Велл та Роузмонт.
Золоторудне родовище Мулларт-Велл виявили в 2001 році, а у 2010-му його розробку почала компанія Regis Resources Limited. Роботи ведуть відкритим спсособом, при цьому виник ряд неглибоких – максимальна проєктна глибина 90 метрів – кар’єрів, як то «Wellington», «Wallace», «Eindhoven», «Buckingham», «Lancaster», «Anchor», «Coopers», «Dogbolter», «Petra». За винятком останнього всі вони знаходяться у витягнутій з півночі на південь полосі завдовжки півтора десятки кілометрів. В 2017-му рудник також узявся за розробку кар’єру «Gloster», що лежить за два з половиною дестяки кілометрів на захід від зазначеної полоси.
За первісним проєктом термін розробки визначили як 7 років при середньорічній потужності біля 3,1 тонна золота на рік. Фактичний рівень видобутку в цілому відповідав проєктному, так, в 2011/2012 та 2012/2013 фінансових роках вилучили по 3,3 тонни золота (та видобули 2,6 та 2,5 млн тонн руди відповідно), а накопичений видобуток з початку розробки склав 9,8 тонни золота. За другу половину 2014 року виробили 1,8 тонни золота, після чого на тлі вичерпання запасів базових покладів почлось зниження і в другій половині 2016-го отримали вже 1,2 тонни золота.
Втім, початок розробки нових покладів дозволив стабілізувати видобуток та подовжити термін існування копальні. В 2020/2021, 2021/2022, 2022/2023 та 2023/2024 фінансових роках видобули 2,9 млн тонн, 2,6 млн тонн, 2,3 млн тонн та 1,3 млн тонн руди відповідно, що дало змогу випустити 2,6 тонни, 2,2 тонни, 2,3 тонни та 1,4 тонни золота відповідно.
На початку 2025-го рудник зупинили.
Рудник мав власну фабрику з вилучення золота, здатну приймати до 3 млн тонн руди на рік.